# غزوة قادس
غزوة قادس هي غزوة وقعت سنة 1596 خلال الحرب الإنجليزية الإسبانية ، عندما تمكنت القوات الإنجليزية والهولندية تحت قيادة روبرت ديفيروكس، إيرل إسيكس الثاني ، بمساعدة أسطول ضم سفنا إنجليزية وهولندية ومغربية تحت قيادة تشارلز هوارد، إيرل نوتنغهام الأول، من مداهمة مدينة قادس الإسبانية.
لم تواجه القوات الأنجلو-هولندية أي مقاومة تذكر، ورغم أن الإسبان نهجوا سياسة الأرض المحروقة، تمكنت القوات المهاجمة من الاستيلاء على المدينة ونهبها وإحراقها واحتجاز العديد من المواطنين البارزين في المدينة كرهائن إلى إنجلترا في انتظار دفع الفدية. كما حررت القوات الهولندية العديد من الأسرى المغاربة.
شكلت الغزوة أحد الانتصارات الإنجليزية الرئيسية خلال الحرب. على الرغم من عدم تكمن الإنجليز من الاستيلاء على أسطول الكنز الإسباني، فقد أدت الغارة إلى إعلان إسبانيا الإفلاس في العام التالي.

## خلفية تاريخية
في 13 يونيو 1596 أبحر الأسطول من بليموث . تكون الأسطول من 150 سفينة إنجليزية وهولندية، سبعة عشر منها تابعة للبحرية الملكية ، وانقسمت لأربع فرق تضم 6360 جنديًا خاصًا، و1000 متطوعًا إنجليزيًا، و6772 بحارًا.
قاد أمير البحر تشارلز هوارد، إيرل نوتنغهام الأول ، الأسطول الإنجليزي، بينما كانت قوات الإنزال تحت قيادة روبرت ديفيروكس، إيرل إسيكس الثاني ، واللورد توماس هوارد ، والسير والتر رالي ، والسير فرانسيس فير . وكان أنتوني أشلي كاتب مجلس الملكة الخاص وممثلاً للملكة إليزابيث الأولى ملكة إنجلترا . كما أن كريستوفاو ومانويل من البرتغال ، أبناء أنطونيو من البرتغال ، وأنطونيو بيريز ، كانوا أيضًا على متن السفينة. انضمت إلى هذه القوات عدة سفن مغربية أرسلها السلطان أحمد المنصور الذهبي، وعشرين سفينة أخرى من المقاطعات المتحدة، وعلى متنها 2000 رجل، والذين تم وضعهم تحت قيادة الأدميرال جون دي دويفنفورد، لورد وارموند.
كانت مدينة قادس، التي يبلغ عدد سكانها حوالي ستة آلاف نسمة،  واحدة من الموانئ الإسبانية الرئيسية ونقطة انطلاق للأسطول الإسباني المتجه من وإلى مستعمراتها بالقارة الأمريكية .

## سقوط المدينة

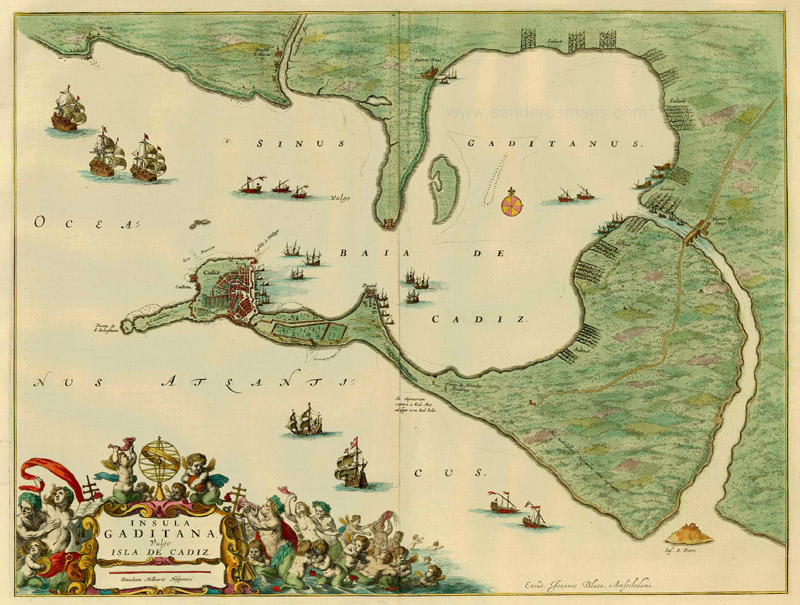
خريطة خليج قادس، القرن السابع عشر

بحلول منتصف النهار، وصلت التعزيزات التي أرسلها دوق مدينة شدونة، ألونسو بيريز دي غوزمان، إلى قادس من فيخير دي لا فرونتيرا ، وخيريز ، وأركوس دي لا فرونتيرا ، والمدينة المنورة، وسيدونيا ، وبويرتو ريال، وتشيكلانا دي لا فرونتيرا . وكان معظم الجنود مفتقرين للخبرة وسيئي التسليح. وانضم إلى هذه التعزيزات خمسة آلاف جندي.
في الساعة الثانية بعد الظهر، نزل ما لا يزيد عن مئتي رجل إنجليزي في إل بونتال، وأطلفت النيران نحو القوات الإسبانية المكلفة بالدفاع عنها. قبل الساعة الخامسة بعد الظهر، سيطرت القوات الإنجليزية المتقدمة على المدينة دون أي مقاومة تذكر، بينما تقدم جزء آخر من الجيش نحو نقطة زوازو في سان فرناندو ، التي دافعت عنها القوات الإسبانية. وفي المناوشات التي دارت أمام المدينة خسر كل جانب نحو خمسا وعشرين رجلاً. استسلم حصن سان فيليبي في اليوم التالي.
كانت الحالة السيئة للمدفعية، ونقص الذخيرة، وسوء إعداد القوات، والافتقار للتنظيم أسبابا رئيسة لهزيمة الإسبان.

### نهب قادس

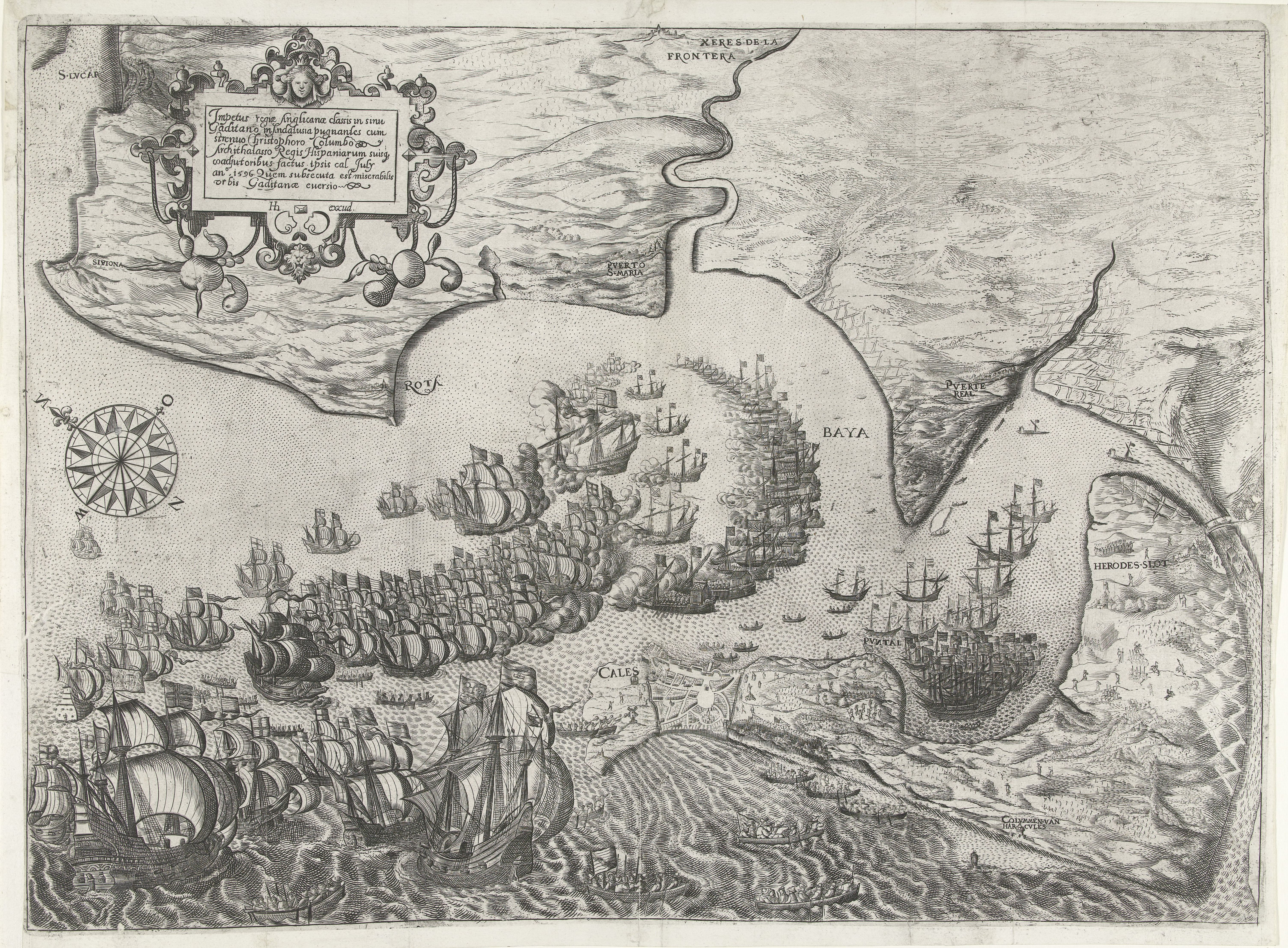
بداية معركة خليج قادس.

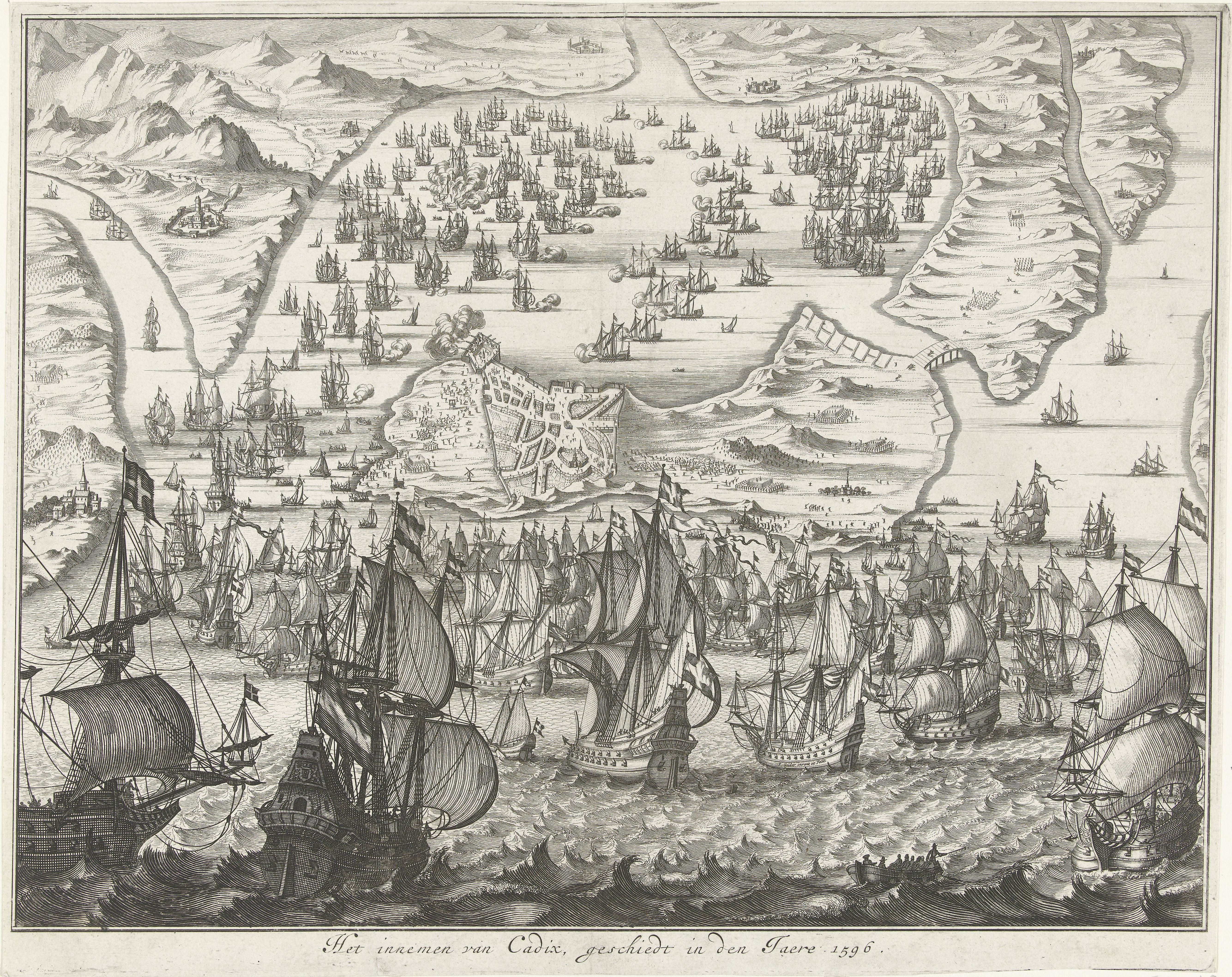
المعركة تتقدم.

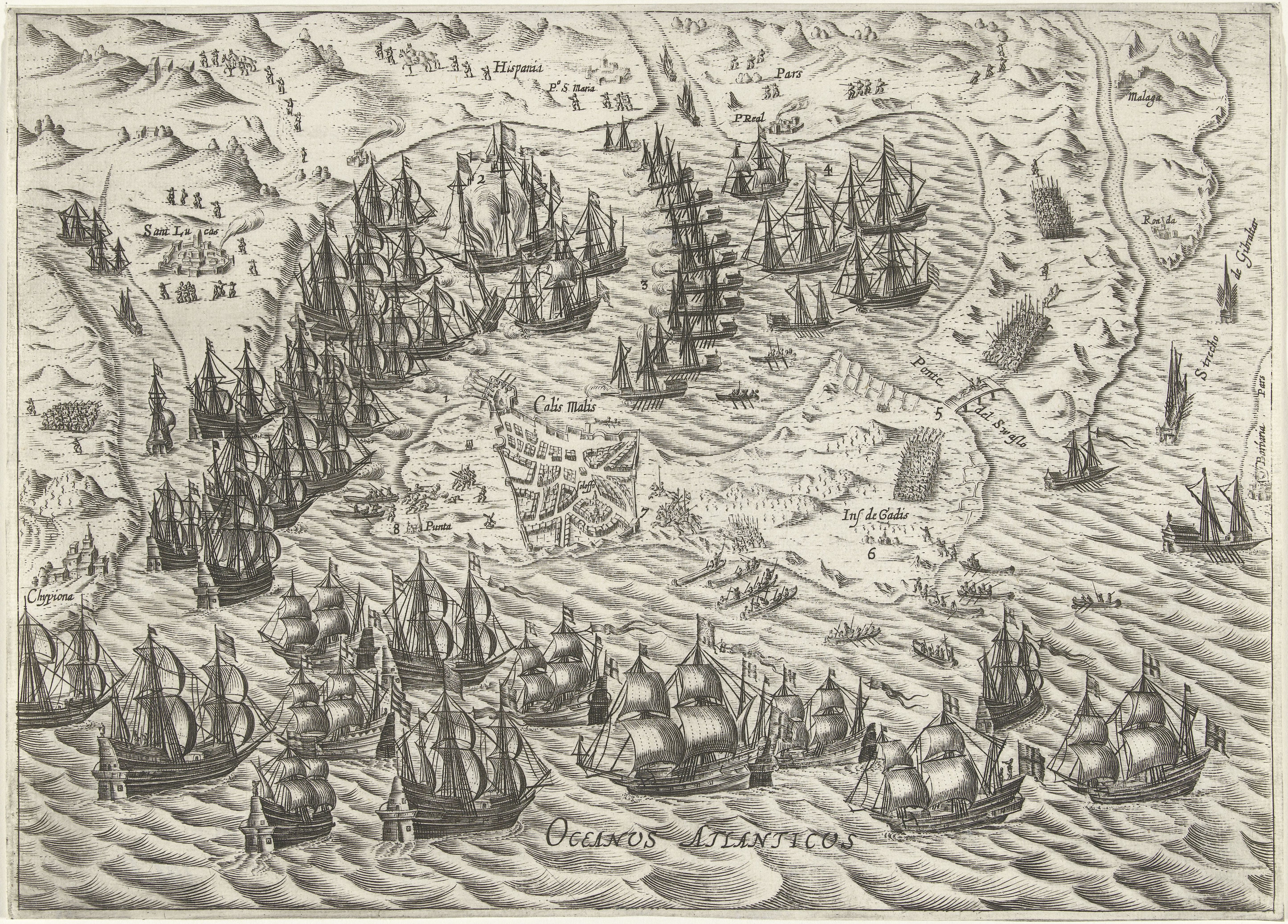
المعركة تقترب من نهايتها.

بعد أن سيطرت القوات الإنجليزية والهولندية على المدينة، استباحتها. وكانت الكنائس وبيوت الناس هدفًا للنهب، إلا أن أنهم لم يتعرضوا لسكانها: "لقد عاملوا الناس بشكل جيد جدًا، خاصة النساء، ولم يسيئوا إليهم بأي شكل من الأشكال". في اليوم التالي، 3 يوليو، أبرمت السلطات المدنية والكنسية في المدينة اتفاقًا مع القوات الإنجليزية يسمح لمواطني قادس بالمغادرة مقابل فدية قدرها 120 ألف دوقة وتحرير 51 سجينًا إنجليزيًا.
أظهر إيرل إسيكس وفرانسيس فير والقادة الهولنديون دعمهم لإبقاء المدينة في أيدي الأنجلو هولنديين، وتموينها وتحصينها لاستخدامها كقاعدة للعمليات، بل وتسليمها للدولة السعدية كي يستعملها قاعدة لاسترداد الأندلس. إلا أن ذلك مخالفًا لرغبات الأدميرال هوارد وبقية المسؤولين الإنجليز، الذين اعتبروه مشروعًا خطيرًا بسبب هجوم مضاد إسباني في نهاية المطاف وكان مخالفًا لأوامر الملكة الإنجليزية، مما أحبط خطط احتلال المدينة.
في 14 يوليو، أحرق الإنجليز قادس، وفي اليوم التالي غادروا المدينة، وأخذوا معهم الرهائن لأن السلطات الإسبانية لم تكن قادرة على دفع الفدية.

### البرتغال
في رحلة العودة إلى إنجلترا، نزل الأسطول في فارو بالبرتغال وأحرقها. كما سرقوا محتويات مكتبة أسقف لشبونة، التي نقلت إلى مكتبة بودليان في جامعة أكسفورد من قبل إيرل إسيكس عند عودتهم إلى إنجلترا.

## التداعيات
كان نهب قادس عام 1596 واحدًا من أسوأ الهزائم الإسبانية خلال الحرب، إلى جانب الهجوم السابق على المدينة عام 1587، فضلاً عن خسارة الأرمادا عام 1588. أدت الخسائر الاقتصادية الناجمة عن حملة إيرل إسيكس ضد المدينة والأسطول الراسخ في الميناء، والتي تقدر بـ 5 ملايين دوكات في إفلاس الخزانة الملكية في نفس العام. ومع ذلك، فقد تم إثبات قدرة الأرمادا الإسبانية على التعافي من خلال تنظيم الأسطول الذي أبحر في أكتوبر 1596، المعروف باسم الأرمادا الإسبانية الثانية تحت قيادة مارتين دي باديلا ، باتجاه الساحل الإنجليزي. لكن عاصفة في خليج بسكاية تسببت في خسائر فادحة وعاد الأسطول إلى الميناء.